# 亀割バイパス (山形県)
亀割バイパス（かめわりバイパス）は、山形県新庄市と舟形町を結ぶ、国道47号のバイパスである。

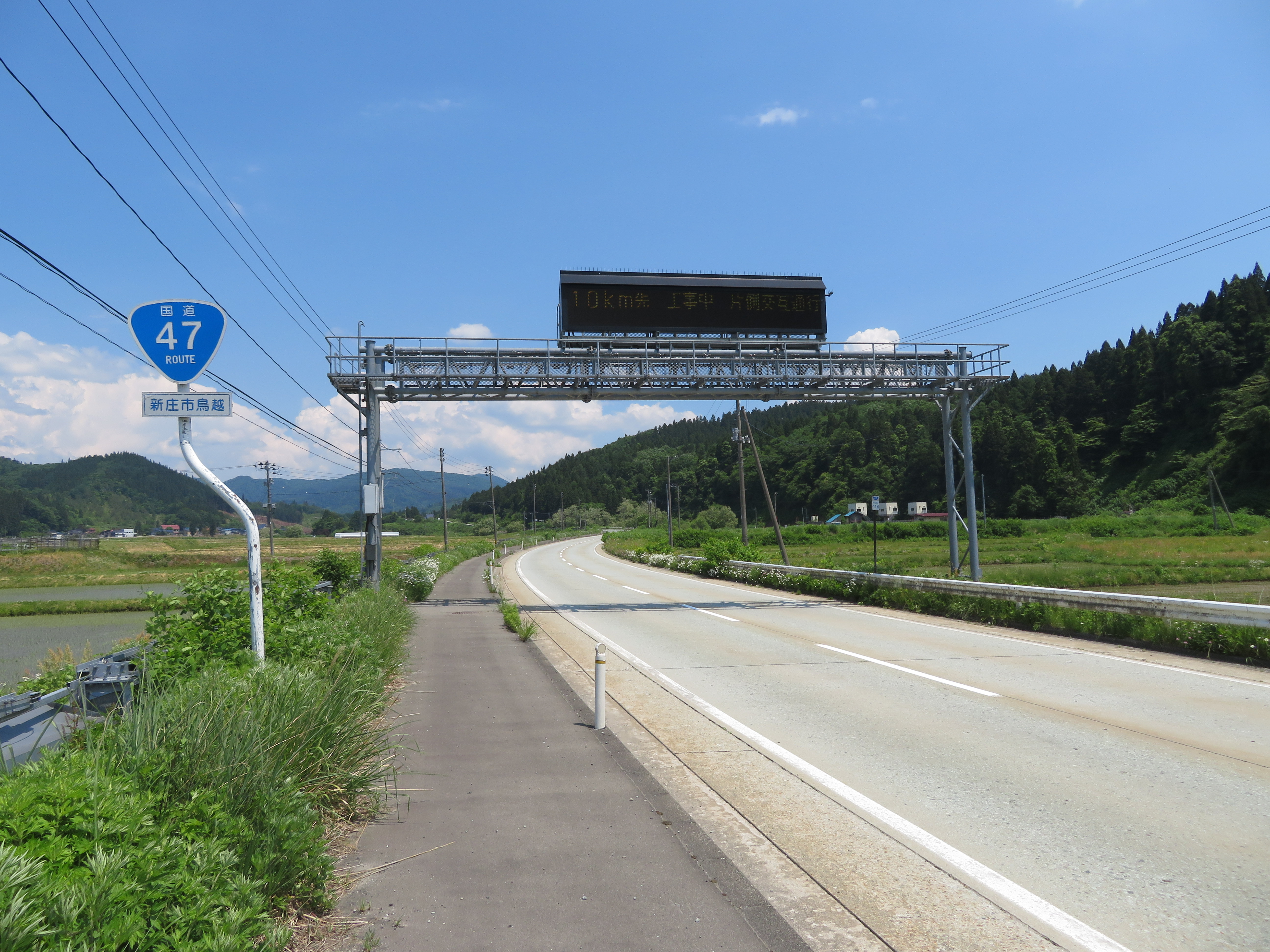
山形県新庄市鳥越付近

## 概要
- 起点：亀割交差点（新庄南バイパス・国道13号交差点）
- 終点：松原交差点（山形県道56号新庄舟形線交差点）

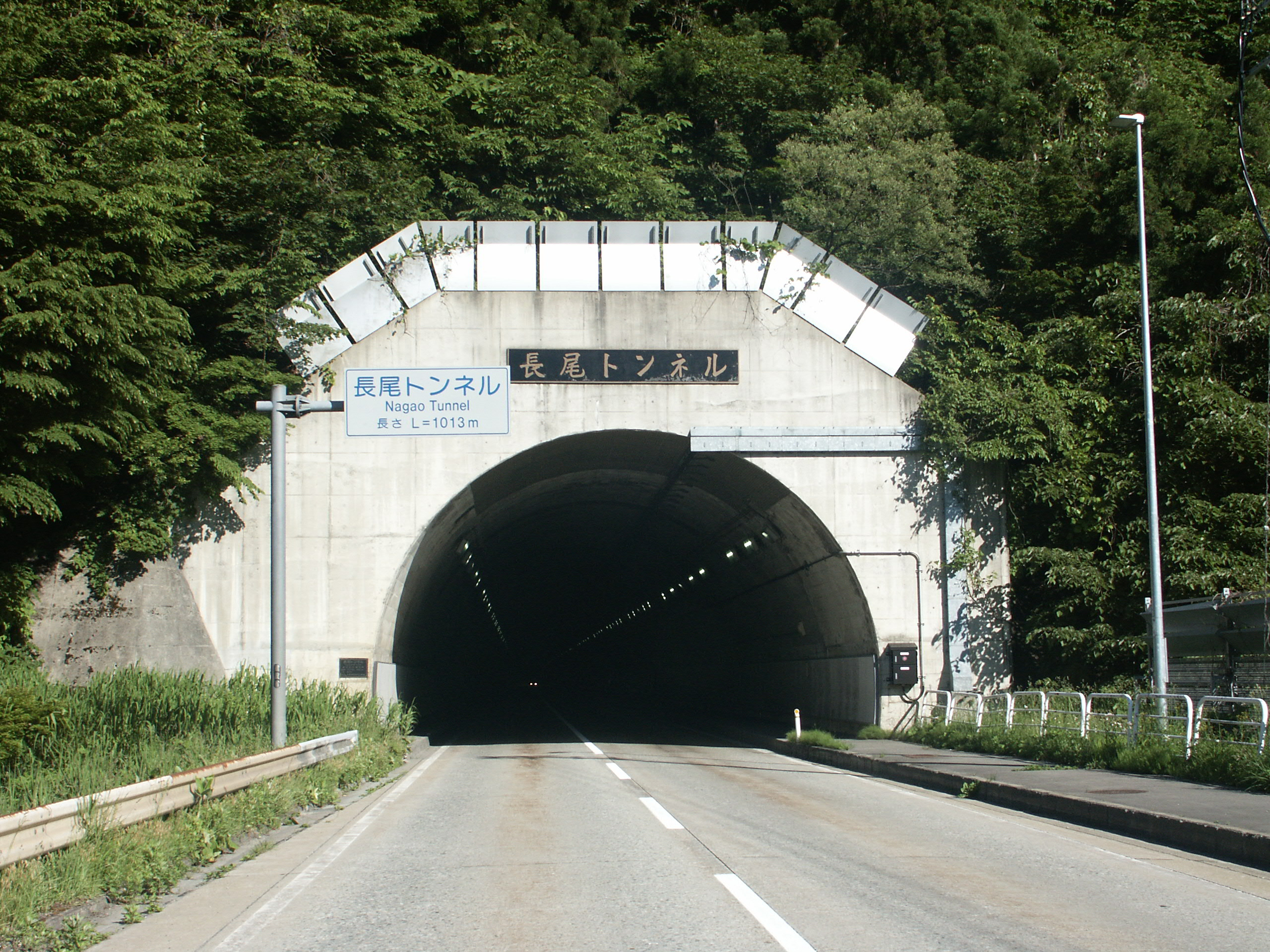
長尾トンネル

- 開通：1992年（平成4年）
- 主なトンネル：長尾トンネル

## 歴史
亀割の名前は、新庄市と最上町の境に位置する亀割山に由来し、この山を越える亀割峠は、源義経の東下りの故地である。この峠を越える途中で、義経の奥方、北の方が急に産気づき、男の子を出産した。武蔵坊弁慶は、赤ん坊の産湯を探して小国川まで下り、長刀を突いた所お湯が噴出したという。これが瀬見温泉の由来であり、峠には「弁慶清水」がある。また、生まれた子供は、亀割から「亀若丸」と名付けられたという。
ただし、亀割峠がメインルートであったということではなく、宮城県大崎市から新庄市へ向かう北羽前街道（最上街道）は、現在の山形県道56号新庄舟形線を通って、舟形宿で羽州街道（現国道13号）に合流していた。亀割峠越えの道は、瀬見街道と呼ばれていた。
国道47号自体も、長らく舟形を通り、舟形交差点から鳥越交差点までを国道13号との重複区間としていたが、重複区間の交通渋滞が常態化し、特に舟形交差点の前後区間が動かない状態になっていたため、亀割バイパスを建設することになり、19年にわたる難工事を経て1992年（平成4年）に開通した。バイパス供用により通行の所要時間は21分から11分に短縮された。
由緒ある亀割の名がついているものの、厳密に言えば亀割峠越えの道路ではなく、ほぼ新庄峠越えの新道である。新庄峠は、現在の最上東部広域農道の休場地区内の区間および山形県道318号新庄長沢尾花沢線に相当する。